# Pelophylax tenggerensis
Espèce
Synonymes
- Rana tenggerensis Zhao, Macey & Papenfuss, 1988

Statut de conservation UICN

 EN B1ab(iii,v) : En danger
Pelophylax tenggerensis est une espèce d'amphibiens de la famille des Ranidae.

## Répartition
Cette espèce est endémique du Ningxia en République populaire de Chine. Elle se rencontre dans l'extrême Nord-Ouest de la région autonome en limite du désert de Tengger sur les rives du fleuve Jaune.

## Étymologie
Son nom d'espèce, composé de tengger et du suffixe latin -ensis, « qui vit dans, qui habite », lui a été donné en référence au lieu de sa découverte, le désert de Tengger.

## Publication originale
- Zhao, Macey & Papenfuss, 1988 : A new species of Rana from Ningxia Hui Autonomous Region. Chinese Herpetological Research, vol. 2, p. 1-3, (texte intégral).